# PDP–10

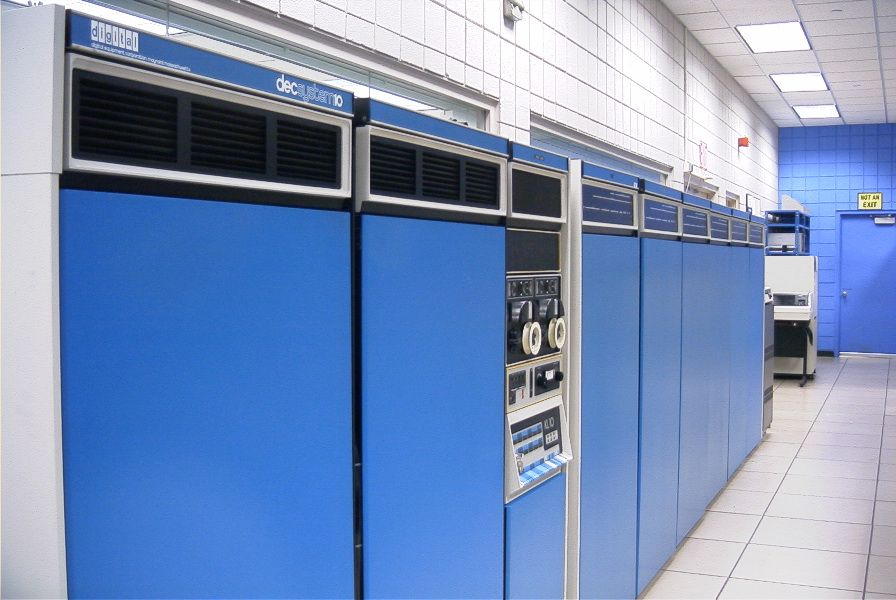
KL10-DA 1090 CPU és 6 Memory Modul

A PDP–10 egy a DEC által gyártott mainframe számítógép volt, amelyeket 1966 és a 80-as évek között gyártottak. A felépítése a szintén DEC fejlesztésű PDP–6 számítógépre hasonlított, ide értve a 36 bites szóhosszúságot és a némileg továbbfejlesztett utasításkészletet, a hardver azonban jelentős fejlesztéseken ment keresztül.

## Változatai

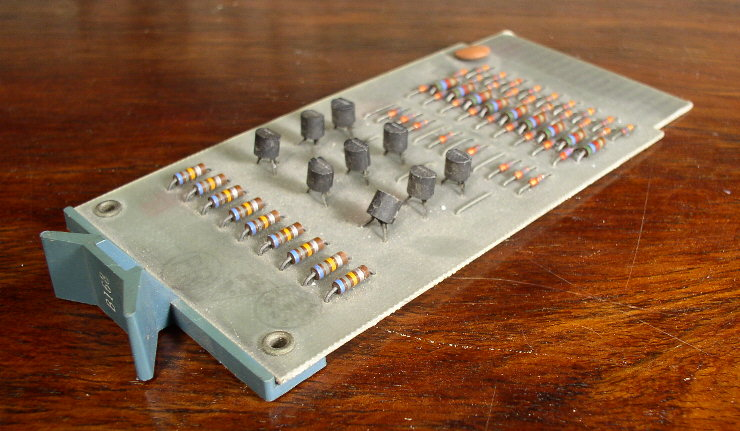
9 tranzisztort tartalmazó „Flip Chip” egy DEC KA10 gépből (1971)

Az eredeti PDP–10 processzor a KA10 jelzésű változat, amely 1968-ban került bemutatásra.
Az olcsóbb és kisebb méretű KS10 változat 1978-ban jelent meg a piacon, amely már integrált áramköri elemeket (Am2901 IC) tartalmazott és használta a PDP–11 gépnél kifejlesztett Unibus buszrendszert, amivel külső modulokkal is bővíthetővé vált.